# Тодор Ецов
Тодор Г. Ецов е български краевед, фолклорист и етнограф от Македония.

## Биография
Роден е в будния български македонски град Велес, тогава в Османската империя. Заминава да учи в София, от където се връща в родния си град в 1887 година. При завръщането си се посвещава на строго научна работа по изследване на Велешкия край. Започва да събира стари песни, книги, пергаменти, да преписва стари надписи от паметници в църкви и манастири. Постепенно задълбочава работата си с професор Димитър Матов, също от Велес, на когото изпраща всичко, което събира. В работата си Ецов заедно с Никола Зографов събират фолклорни материали от Велешко, Щип и Кочани, които издават в София в „Сборник за народни умотворения“. Ецов следи развитието на Македонския въпрос, но страни от революционното дело. След няколко години обаче изпада в песимизъм и се самоубива в Солун, като се хвърля пред идващ влак.